# Phyllophaga tenuipilis
Phyllophaga tenuipilis är en skalbaggsart som beskrevs av Bates 1888. Phyllophaga tenuipilis ingår i släktet Phyllophaga och familjen Melolonthidae. Inga underarter finns listade i Catalogue of Life.